# کمدی موقعیت انیمیشنی
کمدی موقعیت انیمیشنی (به انگلیسی: Animated sitcom) زیرسبکی از کمدی موقعیت است که به جای لایو اکشن انیمیشنی است.

## تاریخچه

### تاریخ اولیه
عصر حجر، که در سال ۱۹۶۰ آغاز به کار کرد، اولین نمونه از ژانر سیت‌کام انیمیشنی به حساب می‌آید. کارتون مشابه جتسون‌ها، که به جای گذشته اتفاقاتش در آینده رخ می‌داد، پس از عصر حجر در ۱۹۶۲ پخش شد.
سیت‌کام انیمیشنی از ابتدا از بحث برانگیزتر از کارتون‌های سنتی بوده‌اند. عصر حجر در ابتدا به عنوان یک نسخه انیمیشنی از مهمانداران توسط والدین گرایش پیدا کرده بود، اگرچه در درجه اول نزد کودکان محبوب بود.
انیمیشن سیت‌کام ژاپنی سازه-سن، که بر اساس کمیک استریپی به همین نام ساخته شده‌است، از سال ۱۹۶۹ شروع به پخش کرد و از سال ۲۰۱۳، به عنوان طولانی‌ترین سریال تلویزیونی انیمیشن در جهان شناخته شده‌است.
در دهه ۱۹۷۰، کارتون صبر کنید پدرتان به خانه برود، که اغلب تأثیر آن بر مرد خانواده در زمان حال در نظر گرفته می‌شد، اولین نسخه را چاپ کرد و بیشتر پاکت را تحت فشار قرار داد؛ و از ۱۹۷۲ تا ۱۹۷۴ پخش شد.

### سیمپسون‌ها و گسترش ژانر
در سال ۱۹۸۷، ویدئوهای کوتاه سیمپسون‌ها در نمایش تریسی آلمن فاکس آغاز شد. اولین قسمت غیرکوتاه این سریال به نام «سیمپسون‌ها در آتش سرخ می‌شوند» در ۱۷ دسامبر ۱۹۸۹ آغاز به کار کرد. این اولین انیمیشن کمدی موقعیت بود که از آهنگ خنده استفاده نمی‌شد. تا آخر دهه ۹۰ انیمیشن‌های کمدی موقعیت مخصوص بزرگسالان به زبان انگلیسی بودند، که شمال آثاری همچون بیویس و بات هد، پادشاه تپه، پارک جنوبی، داریا، مرد خانواده و فیوچراما را محسوب می‌شوند.

### قرن ۲۱ ام
نمونه‌های کانادایی در این دهه شامل ساحل فلفلی، جک عجیب غریب و نمونه اخیرش فراموشش کن محسوب می‌شود.
در این قرن انیمیشن بزرگسالان محبوب تر شد، برنامه‌هایی که در این قرن مورد تحسین منتقدین قرار گرفته‌اند، شامل باهم کشیده شدن، بابای آمریکایی!، آرچر، برگری باب، ریک و مورتی، بوجک هورسمن و دهان بزرگ می‌شوند.